# Gare de Saillans
La gare de Saillans est une gare ferroviaire française de la ligne de Livron à Aspres-sur-Buëch, située sur le territoire de la commune de Saillans dans le département de la Drôme, en région Auvergne-Rhône-Alpes.
Elle est ouverte en 1885 par la Compagnie des chemins de fer de Paris à Lyon et à la Méditerranée (PLM).
C'est une halte voyageurs de la Société nationale des chemins de fer français (SNCF), desservie par des trains TER Auvergne-Rhône-Alpes.

## Situation ferroviaire
Établie à 274 mètres d'altitude, la gare de Saillans est située au point kilométrique (PK) 32,782 de la ligne de Livron à Aspres-sur-Buëch, entre les gares ouvertes de Crest et de Die.
Elle dispose d'un évitement pour permettre le croisement des trains. Hors service en temps normal, il est ouvert quelques jours dans l'année en particulier lors des pointes de trafic en période de sports d'hiver.

## Histoire
Le 31 août 1885, le ministre des travaux publics autorise la Compagnie des chemins de fer de Paris à Lyon et à la Méditerranée à livrer à l'exploitation les 37,389 km de la section de Crest à Die de sa ligne de Crest à Aspres-sur-Buëch. Cette ouverture concerne également les stations intermédiaires de : Aoust, Saillans, Vercheny et Pontaix. La compagnie met en service cette section le 1er septembre 1885,.
Fermée au service voyageurs le 6 mars 1972, elle est rouverte le 31 août 1998.
Pour assurer l'avenir du bâtiment voyageurs, en 2020, la SNCF retient le projet de l'association La Locomotive dans le cadre du programme 1001 gare. Le 8 juillet 2021, la commune de Sarrians et SNCF Gares & Connexions signent une « convention d'occupation du domaine public » pour permettre l'implantation d'une activité économique et la réalisation d'aménagements sur le site de la gare. Une « convention d'occupation temporaire du domaine public » est signée le 29 juillet 2021 pour « l’occupation d’un emplacement de 173 m² de bâti et 130 m2 de terrasse à usage de restaurant-cantine, café culturel et espace de coworking ». Gares & Connexions annule cette convention le 30 septembre 2022. Pour permettre néanmoins la réalisation de ce projet la commune de Saillans et Gares & Connexions se mettent d'accord pour la signature d'une nouvelle convention ou l'association La Locomotive devient un « sous-occupant ». Le conseil municipal adopte cette convention avec Gares & Connexions, pour une durée de 10 ans, le 14 décembre 2022. Puis la commune signe une convention de sous-occupation avec La Locomotive, elle est adoptée par le conseil municipal le 6 avril 2023. Le financement des 470 000 € est assuré par la commune, la région et SNCF. Le chantier, qui débute le 18 septembre 2023, a pour objet de « améliorer le confort et l’information voyageur, et entretenir le patrimoine », il consiste à restaurer le bâtiment voyageurs et aménager ses abords,.

## Fréquentation
De 2015 à 2023, selon les estimations de la SNCF, la fréquentation annuelle de la gare s'élève aux nombres indiqués dans le tableau ci-dessous.
| Année     | 2015  | 2016   | 2017   | 2018  | 2019   | 2020   | 2021   | 2022   | 2023   |
| --------- | ----- | ------ | ------ | ----- | ------ | ------ | ------ | ------ | ------ |
| Voyageurs | 9 405 | 10 594 | 11 765 | 9 770 | 13 514 | 11 778 | 10 657 | 14 221 | 16 753 |

## Service des voyageurs

### Accueil
Halte SNCF, c'est un point d'arrêt non géré (PANG) à accès libre. Elle dispose de deux quais : le quai 1 qui dessert la voie D de 95 m de longueur utile et le quai 2 qui dessert la voie E (évitement) de 100 m de longueur utile. L'évitement est fermé en temps normal.

### Desserte
Saillans est desservie par les trains TER PACA et TER Auvergne-Rhône-Alpes de la relation de Gap ou Briançon à Romans - Bourg-de-Péage.

### Intermodalité
Un parc pour les vélos (48 places en consignes individuelles en libre accès) et un parking pour les véhicules y sont aménagés.